# Versuch einer gründlichen Violinschule
Con Versuch einer gründlichen Violinschule (in tedesco, "Metodo per una approfondita scuola per violino") ci si riferisce a un trattato sul modo di suonare il violino pubblicato da Leopold Mozart nel 1756. L'opera continua a essere tenuta in considerazione fra gli studenti ed è una fonte di informazioni sulle pratiche esecutive dell'epoca.

## Storia
L'attività principale di Leopold Mozart era il musicista di corte per il principe-arcivescovo di Salisburgo. Iniziò come violinista non retribuito, facendo carriera poco a poco fino a diventare vice-maestro di cappella. I compensi, comunque, erano bassi, e Leopold arrotondava impartendo privatamente lezioni di violino.
Il trattato venne scritto nel 1755, quando aveva 36 anni, e venne stampato l'anno successivo da Johann Jakob Lotter. Leopold spedì molte copie del suo libro a diverse librerie, attendendo la sua parte di profitto quando e se sarebbero state vendute. In una lettera del 7 gennaio 1770 scrisse a sua moglie Anna Maria, che dovette prendere in consegna i libri mentre Leopold e Wolfgang erano in viaggio in Italia:
Il trattato ottenne notevole successo e venne ristampato due volte in tedesco (1769 e 1787), una in olandese (1766) e una in francese (1770).

## L'opera
Secondo Ruth Halliwell:
Leopold, inoltre, riteneva necessario che l'esecutore avesse una formazione culturale abbastanza ampia da conoscere opere di letteratura e di poesia, per sviluppare uno stile cantabile e per comprendere «gli affetti intesi dal compositore, in modo da produrre l'esecuzione migliore possibile».